# 5 januari
5 januari är den 5:e dagen på året i den gregorianska kalendern. Det återstår 360 dagar av året (361 under skottår).

## Återkommande bemärkelsedagar

### Helgdagar
- Trettondagsafton som inte är en helgdag, en "röd dag".

## Namnsdagar

### I den svenska almanackan
- Nuvarande – Hanna och Hannele
- Föregående i bokstavsordning
  - Hanna – Namnet infördes på dagens datum 1901, som ersättning för det tidigare Simeon, möjligen på grund av att en annan Simeon, tillsammans med en kvinna vid namn Hanna, bevittnade Jesu frambärande i templet. Det har funnits där sedan dess.
  - Hannele – Namnet infördes på dagens datum 1986 och har funnits där sedan dess.
  - Hanny – Namnet infördes på dagens datum 1986, men utgick 1993.
  - Simeon – Namnet förekom före 1620 på 27 juli, men fanns, till minne av helgonet Symeon styliten från 400-talet, framförallt på dagens datum före 1901, då det utgick. 1986 återinfördes det på 28 oktober, men utgick åter 1993.
- Föregående i kronologisk ordning
  - Före 1901 – Simeon
  - 1901–1985 – Hanna
  - 1986–1992 – Hanna, Hannele och Hanny
  - 1993–2000 – Hanna och Hannele
  - Från 2001 – Hanna och Hannele
- Källor
  - Brylla, Eva (red.): Namnlängdsboken, Norstedts ordbok, Stockholm, 2000. ISBN 91-7227-204-X
  - af Klintberg, Bengt: Namnen i almanackan, Norstedts ordbok, Stockholm, 2001. ISBN 91-7227-292-9

### I den finlandssvenska almanackan
- Nuvarande från 2020[1] – Lea, Lia

- I föregående revideringar[a][2]
  - 1929–2019 – Lea

## Händelser
- 269 – Sedan Dionysius har avlidit året innan väljs Felix I till påve.
- 1066 – Sedan Edvard Bekännaren har avlidit denna eller föregående dag blir Harald Godwinson kung av England och kröns dagen därpå.
- 1463 – Författaren François Villon benådas från sin dödsdom av det franska parlamentet och döms istället till förvisning från Paris. Hans vidare öden är okända.
- 1477 – Lorrainarna besegrar burgunderna i slaget vid Nancy, varvid den burgundiske befälhavaren Karl den djärve stupar. Detta leder till att de burgundiska krigen, som har varat sedan 1474, tar slut och Burgund blir en del av Frankrike.
- 1554 – Den nederländska staden Eindhoven drabbas av en stor brand, som lägger tre fjärdedelar av staden i aska. Den byggs dock snart upp igen.
- 1675 – Frankrike besegrar Brandenburg och Österrike i slaget vid Colmar i Alsace.
- 1677 – Svenska trupper intar ett norskhållet blockhus vid bohuslänska Strömstad, men den svåra vintern hindrar vidare trupprörelser för tillfället, varför norrmännen fortsätter att hålla staden.
- 1719 – Den svenska upphandlingsdeputationens ledamöter avskedas och dess chef Georg Heinrich von Görtz förlorar sin maktställning i svenska staten.
- 1757 – Den franske kungen Ludvig XV överlever ett mordförsök av Robert-François Damiens. Efter förhör med tortyr blir Damiens den siste i Frankrike att avrättas med så kallat skärpt dödsstraff.
- 1769 – Den brittiske uppfinnaren James Watt får patent på sin ångmaskin.
- 1781 – Under det amerikanska revolutionskriget bränns staden Richmond i Virginia ner av brittiska sjöstyrkor ledda av Benedict Arnold.
- 1813 – Danmarks stora krigsutgifter under napoleonkrigen leder till, att landet nu tvingas genomföra en pengareform och stark nedskrivning av valutans värde, vilket går till historien under namnet statsbankrutten.
- 1814 – Det danska fästet Glückstadt kapitulerar för svenskarna under det sjätte koalitionskriget och därmed är hela Holstein i svenska händer. Detta ger en god utgångspunkt i de följande fredsförhandlingarna med Danmark och i freden den 14 januari tvingas Danmark avstå Norge till Sverige.
- 1878 – Den färöiska tidningen Dimmalætting börjar utges regelbundet, sedan ett första provnummer har utkommit den 8 december året innan.
- 1895 – Den judiske franske officeren Alfred Dreyfus, som står anklagad för högförräderi, döms till livstids fängelse på den franska kolonin Djävulsön. Egentligen är han oskyldig och under flera år arbetar starka krafter i samhället på att få honom frikänd. Det hela går till historien under namnet Dreyfusaffären.
- 1910 – Före detta kyparen Alfred Ander rånmördar en kassörska på ett växelkontor i Stockholm. Han döms sedermera till döden och blir den 23 november samma år den siste som avrättas i Sverige. Det dröjer dock till 1921, innan dödsstraffet avskaffas i svensk lag.
- 1914 – Det amerikanska bilföretaget Ford Motor Company inför 8 timmars arbetsdag och en minimilön på 5 dollar per dag.
- 1919 – Sedan Berlins polischef Emil Eichhorn har blivit avskedad dagen innan utbryter en tio dagar lång strejk i staden, som får namnet spartakistupproret (eller januariupproret).
- 1924 – Nya tennishallen vid Östermalms idrottsplats i Stockholm invigs.
- 1925 – Nellie Tayloe Ross tillträder som den första kvinnliga guvernören över en amerikansk delstat (Wyoming), en post hon kommer inneha i nästan två år (till 3 januari 1927).
- 1930 – Sovjetunionens första kolchos (”kollektivjordbruk”) grundas.
- 1933 – Golden Gate-bron i amerikanska San Francisco börjar byggas och står klar att invigas 1937.
- 1943 – Läger börjar inrättas för vissa kategorier av personer, som behöver hållas under uppsikt, bland de 30 000 flyktingar som finns i Sverige.
- 1945 – Sovjetunionen erkänner den nya sovjetvänliga regimen i Polen.
- 1946 – Kina erkänner Mongoliska folkrepubliken (Mongoliet) som självständig stat.[3] Det har då gått 25 år sedan Mongoliet 1924 utropade sin självständighet från Kina och det är sovjetledaren Josef Stalin, som har utövat påtryckningar på den kinesiske ledaren Chiang Kai-shek, för att Kina ska erkänna Mongoliets självständighet. I gengäld utverkar Chiang Kai-shek ett löfte av Stalin, att Sovjet inte ska stödja det kinesiska kommunistpartiet.
- 1949 – Den svenska diplomaten Alva Myrdal blir chef för Förenta nationernas avdelning för sociala frågor i New York.
- 1957
  - Den amerikanske presidenten Dwight D. Eisenhower lägger för amerikanska kongressen fram Eisenhowerdoktrinen, som innebär att USA ska ge ekonomiskt stöd åt de länder i Mellanöstern, som vill ha nationellt självbestämmande och militärt stöd åt de länder i området, som hotas av kommunistiska länder.
  - Enheter ur västtyska försvarsmakten Bundeswehr ställs för första gången under Natobefäl.
- 1960 – Storflygplatsen Arlanda utanför Stockholm öppnas för trafik, medan invigningen sker först två år senare.
- 1964
  - Den kommunistiska tidningen Ny Dags chefredaktör C.-H. Hermansson blir partiledare för Sveriges kommunistiska parti efter Hilding Hagberg.
  - Påven Paulus VI träffar patriarken Athenagoras I i Jerusalem, vilket blir det första mötet mellan ledarna för romersk-katolska kyrkan och ortodoxa kyrkan sedan 1439. Det leder till att påvens och patriarkens över 900 år gamla ömsesidiga bannlysning av varandra, som har varat sedan 1054, hävs.
- 1968 – Alexander Dubček efterträder Antonín Novotný som förstesekreterare i Tjeckoslovakiens kommunistiska parti, vilket inleder det tjeckoslovakiska upproret Pragvåren.
- 1970 – Ett flygplan från bolaget Spantax havererar strax efter starten från Arlanda, varvid fem personer omkommer och fem skadas.
- 1976 – Det kommunistiska Kambodja byter officiellt namn till Demokratiska Kampuchea, vilket landet heter till 1979.
- 1980 – USA inför handelssanktioner mot Sovjetunionen på grund av den sovjetiska invasionen av Afghanistan, som inleddes den 26 december året innan. Invasionen leder också till att en rad länder bojkottar de olympiska sommarspelen, som hålls i Moskva detta år.
- 1982 – Libyska studenter vid Telub i Växjö reser hem i protest sedan de har blivit vägrade utbildning i militära ämnen under den så kallade Telubaffären.
- 1993
  - Den Liberiaregistrerade oljetankern MV Braer, lastad med 84 700 ton råolja, går på grund vid Shetlandsöarna i Skottland. Under fyra dygn bryts fartyget i delar och sjunker, varvid oljan läcker ut i havet. Vindriktningen och den storm som bryter sönder oljeklumparna, gör dock katastrofen mildare än man först befarar.[4]

## Födda
- 1548 – Francisco Suárez, spansk filosof och teolog
- 1622 – Nicolaus Johannis Rudbeckius, svensk teologie doktor och biskop i Västerås
- 1697 – Anders Nordencrantz, svensk ämbetsman samt nationalekonomisk och politisk författare
- 1701 – Carl Gustaf Löwenhielm, svensk greve och justitiekansler, Sveriges kanslipresident från 1765
- 1739 – Olof Larsson, svensk gästgivare och politiker, bondeståndets talman 1800
- 1767 – Jean-Baptiste Say, fransk ekonom och politiker
- 1792 – Arvid Mauritz Posse, svensk politiker, Sveriges riksmarskalk 1845–1849, justitiestatsminister 1840 och 1846–1848
- 1798 – James Semple, amerikansk demokratisk politiker, jurist och diplomat, senator för Illinois 1843–1847
- 1811 – Richard Brodhead, amerikansk demokratisk politiker, senator för Pennsylvania 1851–1857
- 1835 – Olympia Brown, amerikansk kvinnorättskämpe
- 1846 – Rudolf Eucken, tysk filosof, mottagare av Nobelpriset i litteratur 1908
- 1871 – Frederick Converse, amerikansk kompositör
- 1874 – Joseph Erlanger, amerikansk fysiolog, mottagare av Nobelpriset i fysiologi eller medicin 1944
- 1876 – Konrad Adenauer, tysk politiker, Västtysklands förbundskansler 1949–1963 och utrikesminister 1951–1955
- 1882 – Clyde Tingley, amerikansk demokratisk politiker, guvernör i New Mexico 1935–1939
- 1883 – Döme Sztójay, ungersk fascistisk politiker, Ungerns premiärminister 15 mars–29 augusti 1944
- 1885 – Carl Joachim Hambro, norsk politiker, stortingspresident 1926–1933 och 1935–1945
- 1887 – Clifford Grey, brittisk skådespelare, författare och manusförfattare
- 1900 – Yves Tanguy, franskfödd amerikansk surrealistisk målare
- 1908 – Jiro Sato, japansk tennisspelare
- 1909 – Ileana, rumänsk prinsessa
- 1910
  - Jack Lovelock, nyzeeländsk läkare och friidrottare, OS-guld 1936
  - Erik Larsson i Norderön, svensk lantbrukare och centerpartistisk riksdagspolitiker
- 1911 – Jean-Pierre Aumont, fransk skådespelare
- 1913 – Jack Haig, brittisk skådespelare
- 1914
  - Nicolas de Staël, rysk konstnär
  - George Reeves, amerikansk skådespelare
- 1917 – Jane Wyman, amerikansk skådespelare
- 1921 – Jean I, storhertig av Luxemburg 1964–2000
- 1923 – Sam Phillips, amerikansk skivproducent, grundare av Sun Records
- 1924 – Olle Grönstedt, svensk skribent, filmrecensent och skådespelare
- 1928
  - Zulfikar Ali Bhutto, pakistansk politiker, Pakistans president 1971–1973 och premiärminister 1973–1977 (avrättad 1979)
  - Walter Mondale, amerikansk demokratisk politiker, senator för Minnesota 1964–1976, USA:s vicepresident 1977–1981
- 1930 – Bengt Dennis, svensk nationalekonom, journalist och ämbetsman, chef för Sveriges riksbank 1982–1993
- 1931 – Robert Duvall, amerikansk skådespelare
- 1932
  - Johnny Adams, amerikansk bluessångare
  - Raisa Gorbatjova, sovjetisk presidenthustru 1990–1991 (gift med Michail Gorbatjov)
- 1934 – Murli Manohar Joshi, indisk politiker, Indiens inrikesminister och senare minister för personalutveckling 1996–2004
- 1935 – Inger Pehrsson, svensk scenograf samt film- och teaterkostymör
- 1938
  - Juan Carlos I, kung av Spanien 1975–2014
  - Terry Davis, brittisk politiker, parlamentsledamot för Labour 1971–1974 och 1979–2004
  - Ngũgĩ wa Thiong'o, kenyansk författare
- 1940 – Ola Billgren, svensk konstnär
- 1941 – Hayao Miyazaki, japansk filmregissör
- 1942 – Jaber al-Mubarak al-Hamad al-Sabah, kuwaitisk politiker
- 1944 – Carolyn McCarthy, amerikansk demokratisk politiker
- 1945 – Roger Spottiswoode, kanadensisk filmregissör
- 1946 – Diane Keaton, amerikansk skådespelare
- 1947
  - Mike DeWine, amerikansk republikansk politiker, senator för Ohio 1995–2007
  - Anders Caringer, svensk kompositör, textförfattare, sångare och pedagog
- 1949 – Thomas M. Davis, amerikansk republikansk politiker, kongressledamot 1995–2008
- 1950 – Krzysztof Wielicki, polsk bergsbestigare
- 1953
  - Pamela Sue Martin, amerikansk skådespelare
  - Dwight Muhammad Qawi, amerikansk boxare
- 1955 – Kari Mäkinen, finländsk kyrkoman, Finlands ärkebiskop 2010–2018
- 1956 – Frank-Walter Steinmeier, tysk politiker, förbundspresident 2017–
- 1959 – Clancy Brown, amerikansk skådespelare
- 1960 – Glenn Strömberg, svensk fotbollsspelare
- 1961 – Anna Lindmarker, svensk journalist och nyhetsuppläsare
- 1965 – Patrik Sjöberg, svensk höjdhoppare, bragdmedaljör
- 1966 – Lili Päivärinta, svensk sångare och naturfilmare
- 1967
  - Carolina Bengtsdotter-Ljung, svensk operasångare
  - Ferdinando Gandolfi, italiensk vattenpolospelare
- 1969 – Marilyn Manson, amerikansk artist
- 1972
  - Philip Davies, brittisk parlamentsledamot för de konservativa 2005–
  - Sakis Rouvas, grekisk musiker och skådespelare
- 1975 – Bradley Cooper, amerikansk skådespelare
- 1978
  - Emilia Mitiku, svensk sångare
  - Karnail Paul Pitts, amerikansk rap-artist med artistnamnet Bugz, medlem i hiphopgruppen D12
- 1982
  - Janica Kostelić, kroatisk alpin skidåkare
  - Jaroslav Plašil, tjeckisk fotbollsspelare
- 1984 – Akiharu Tsukiyama, japansk rocksångare med aristnamnet Miku
- 1985 – Fabienne Suter, schweizisk alpin skidåkare
- 1986 – Teppei Koike, japansk artist och skådespelare
- 1988 – Dennis Boskailo, svensk fotbollsspelare
- 2000 – Hannes Daube, amerikansk vattenpolospelare

## Avlidna
- 1066 – Edvard Bekännaren, 62, kung av England sedan 1042 (död denna eller föregående dag) (född 1003)
- 1271 – Isabella av Aragonien, 23, Frankrikes drottning sedan 1262 (gift med Filip III) (född 1247)
- 1524 – Marko Marulić, 73, kroatisk poet och humanist (född 1450)
- 1559 – Kristina Nilsdotter (Gyllenstierna), 64, svensk riksföreståndargemål 1512–1520 (gift med Sten Sture den yngre) (född 1494)
- 1589 – Katarina av Medici, 69, drottning av Frankrike 1547–1559 (gift med Henrik II) (född 1519)
- 1674 – Ebba Brahe, 77, svensk hovfröken och grevinna, mest känd för sin ungdomsromans med Gustav II Adolf (född 1596)
- 1675 – Dorothy Maijor, omkring 54, engelsk, skotsk och irländsk lordprotektorgemål 1658–1659 (gift med Richard Cromwell) (född omkring 1620)
- 1762 – Elisabet, 52, regerande kejsarinna av Ryssland sedan 1741 (född 1709)
- 1796 – Samuel Huntington, 64, amerikansk jurist, politiker och revolutionär, guvernör i Connecticut sedan 1786 (född 1731)
- 1814 – Nils Henric Liljensparre, 75, bland annat polismästare i Stockholm, känd från utredningen av mordet på Gustav III (född 1738)
- 1821 – Carlo Porta, 45, italiensk diktare (född 1775)
- 1858 – Josef Wenzel Radetzky von Radetz, 91, österrikisk-ungersk fältmarskalk, som Radetzkymarschen är tillägnad (född 1766)
- 1863 – Moses Wisner, 47, amerikansk politiker, guvernör i Michigan 1859–1861 (född 1815)
- 1899 – Albert Schultz-Lupitz, 67, tysk agronom (född 1831)
- 1901 – Curtis Hooks Brogden, 84, amerikansk politiker, guvernör i North Carolina 1874–1877 (född 1816)
- 1922 – Ernest Shackleton, 47, brittisk polarforskare (född 1874)
- 1933 – Calvin Coolidge, 60, amerikansk republikansk politiker, guvernör i Massachusetts 1919–1921, USA:s vicepresident 1921–1923 och president 1923–1929 (född 1872)
- 1941 – Amy Johnson, 37, brittisk flygpionjär (född 1903)
- 1947 – Ovington Weller, 84, amerikansk republikansk politiker, senator för Maryland 1921–1927 (född 1862)
- 1956 – Jeanne Marie Bourgeois, 80, fransk sångare med artistnamnet Mistinguett (född 1875)
- 1959 – Davis Elkins, 82, amerikansk republikansk politiker, bankman och industrialist, senator för West Virginia 1911 och 1919–1925 (född 1876)
- 1960 – Norris Brown, 96, amerikansk republikansk politiker, senator för Nebraska 1907–1913 (född 1863)
- 1965 – Carl Henning, 84, svensk överingenjör i Västerås, (född 1880)
- 1969 – Folke Rydberg, 68, svensk sångare (född 1900)
- 1970 – Max Born, 87, tysk matematiker och fysiker, mottagare av Nobelpriset i fysik 1954 (född 1882)
- 1975 – Gottlob Berger, 78, tysk SS-officer (född 1896)
- 1976 – William A. Blakley, 77, amerikansk demokratisk politiker och affärsman, senator för Texas 1957 och 1961 (född 1898)
- 1978 – Arne Ragneborn, 51, svensk skådespelare, regissör och manusförfattare (född 1926)
- 1979 – Charles Mingus, 56, amerikansk jazzbasist och kompositör (född 1922)
- 1981 – Harold Urey, 87, amerikansk kemist, mottagare av Nobelpriset i kemi 1934 (född 1893)
- 1985 – Otto Moskovitz, 76, rumänsk-svensk cirkusartist och skådespelare med artistnamnet Kiki (född 1908)
- 1997 – Bertil, 84, svensk prins, hertig av Halland (född 1912)
- 1998
  - Sonny Bono, 62, amerikansk musiker och kongressledamot (född 1935)
  - Lars Kåge, 82, svensk skådespelare och sångare (född 1915)
- 2003
  - Kisa Magnusson, 53, svensk sångare (född 1949)
  - Ingemar Pallin, 79, svensk sångare, skådespelare och radioman (född 1923)
- 2004 – Ewert Karlsson, 85, svensk karikatyrtecknare med signaturen EWK (född 1918)
- 2009 – Griffin B. Bell, 90, amerikansk politiker, USA:s justitieminister 1977–1979 (född 1918)
- 2010
  - Beverly Aadland, 67, amerikansk skådespelare (född 1942)
  - Kenneth Noland, 85, amerikansk konstnär (född 1924)
- 2011
  - Jan Boquist, 74, svensk jazzmusiker (född 1936)
  - Assar Rönnlund, 75, svensk längdskidåkare, bragdmedaljör (född 1935)
- 2013
  - Lars Björne, 86, svensk filmfotograf (född 1926)
  - Anders Carlberg, 69, svensk socialarbetare, debattör och politiker (född 1943)
- 2014
  - Eusébio, 71, moçambikiskfödd portugisisk fotbollsspelare, VM-brons 1966 (född 1942)
  - Brian Hart, 77, brittisk racerförare och motoringenjör (född 1936)
  - Nelson Ned, 66, brasiliansk sångare (född 1947)
- 2015 – Jean-Pierre Beltoise, 77, fransk racerförare (född 1937)
- 2016 – Pierre Boulez, 90, fransk dirigent och kompositör (född 1925)
- 2018 – John W. Young, 87, amerikansk astronaut (född 1930)
- 2020 – T.N. Chaturvedi, indisk politiker
- 2024 – Mário Zagallo, 92, brasiliansk fotbollsspelare och tränare, VM-guld 1958, 1962 (född 1931)